# Gollum suluensis
Gollum suluensis es una especie de pez elasmobranquio carcarriniforme de la familia Pseudotriakidae.